# Porotergus
Porotergus és un gènere de peixos pertanyent a la família dels apteronòtids.

## Distribució geogràfica
Es troba a Sud-amèrica.

## Taxonomia
- Porotergus duende (De Santana & Crampton, 2010)[5]
- Porotergus gimbeli (Ellis, 1912)[6]
- Porotergus gymnotus (Ellis, 1912)[7][8][9][10][11][12][13]